# Зигфрид Август Баварский
Зигфрид Август Максимилиан Мария Баварский (нем. Siegfried August Maximilian Maria, Herzog in Bayern; 10 июля 1876, Бамберг — 12 марта 1952, Мюнхен) — баварский герцог из династии Виттельсбахов. Племянник императрицы Елизаветы Баварской.

## Биография
Зигфрид Август родился 10 июля 1876 года в семье баварского герцога из династии Виттельсбахов Максимилиана Эмануэля и его супруги принцессы Амалии Саксен-Кобург-Готской. Впоследствии родились ещё два сына Кристоф Иосиф и Луитпольд Эмануэль. По линии отца он приходился племянником знаменитой императрице Австрии Елизавете, а по линии матери — племянником царю Болгарии Фердинанду I. Принадлежал к неправящей ветви династии Виттельсбахов и с рождения имел титул «Его Королевское Высочество».
Родился в Бамберге, где его отец служил в чине генерал-майора. В 1893 году Максимилиан неожиданно умер от желудочного кровотечения. Смерть мужа произвела сильное впечатление на Амалию, которая умерла через несколько месяцев от перитонита. После смерти родителей детей хотел усыновить их дядя герцог Карл Теодор Баварский и его супруга португальская инфанта Мария Жозе, но против этого выступила бабушка сирот Клементина Орлеанская. Опекуншей мальчиков стала графиня Мария Фуггер Глётт, которая была фрейлиной Амалии.
В 1902 году герцог посетил Америку и через Тихий океан продолжил путешествие по Японии, Индии и Китаю. По дороге домой нанес визит наследнику австрийского престола эрцгерцогу Францу Фердинанду в его загородной резиденции в Чехии. Во время пребывания у него в гостях Зигфрид познакомился с молодой эрцгерцогиней Марией Аннунциатой, которая приходилась сводной сестрой Францу Фердинанду. Она была дочерью эрцгерцога Карла Людвига и его третьей жены Марии Терезы Португальской, дочери Мигеля I. Было объявлено о помолвке. Пара считалась одной из самых красивых в империи. После этого жених с невестой и её матерью посетили Аделаиду Левенштейн-Вертгейм-Розенбергскую — бабушку Марии Аннунцианты, которая жила в Великобритании.
Спустя два месяца по инициативе Марии Аннунциаты помолвка была расторгнута. Причиной стало психическое расстройство жениха, скорее всего, вызванное падением с лошади в 1899 году во время соревнований. Впоследствии Мария не выходила замуж и стала монахиней. Зигфрид также не был женат и не имел потомков.
Болезнь герцога быстро прогрессировала. У него случались помутнения рассудка, развивалась паранойя и слуховые галлюцинации. Зигфрид боялся появляться на публике, думая, что люди буду смеяться над ним и презирать его. Несколько раз он заявлял о намерении совершить самоубийство. Постоянно носил с собой заряженное оружие и иногда стрелял из окон дворца. В связи с ухудшением его состояния Зигфрид был помещён в больницу Нойфриденхайм, где оставался до конца жизни под наблюдением врачей. Заботу о нём взяли на себя его братья. Зигфрид умер в 1952 году в возрасте 75 лет. Похоронен в монастыре Тегернзе.